# 대계 (송)

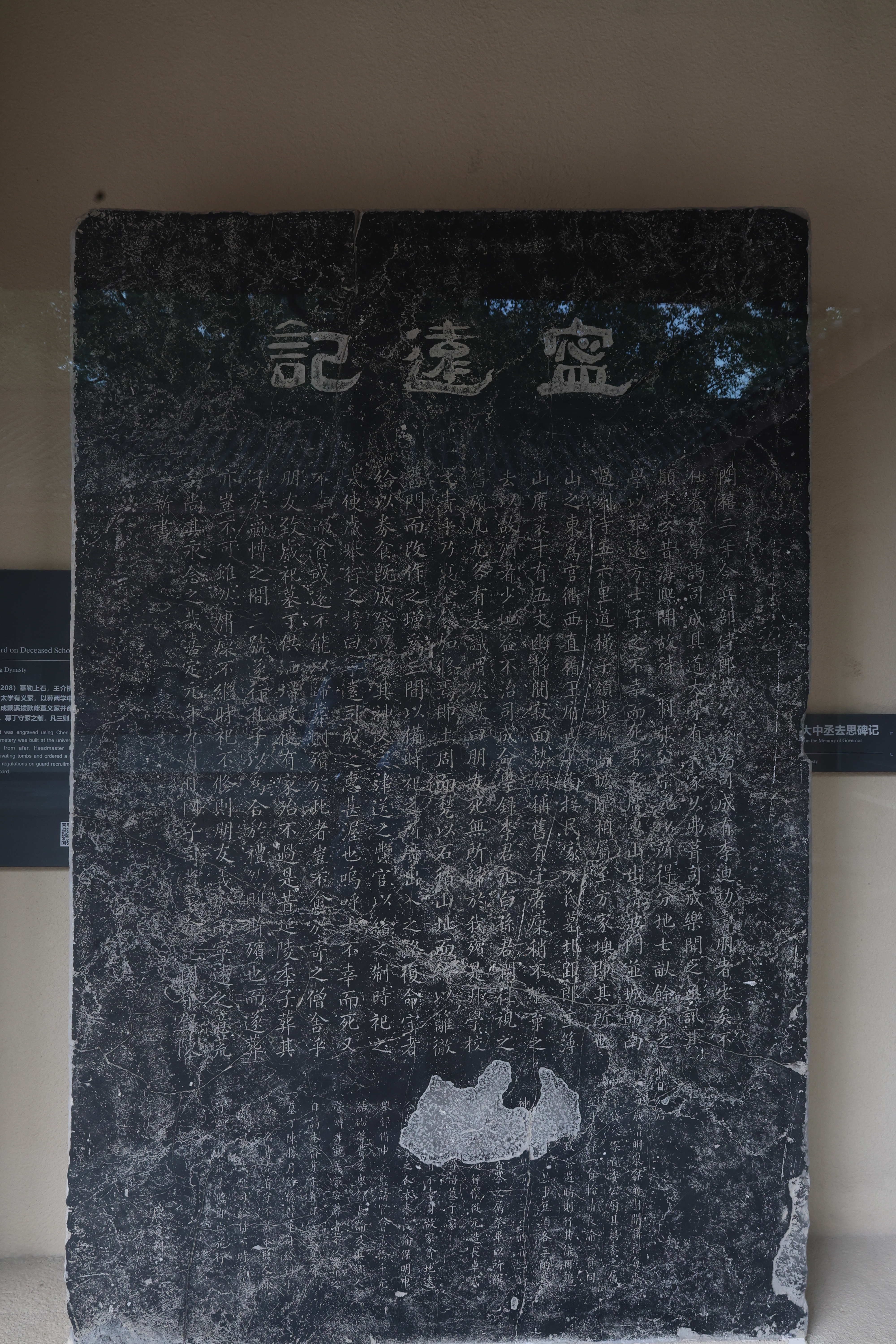
대계는 과거를 보러 왔다가 임안에서 객사한 이들을 기리는 의총의 비석을 세웠다. 현재 부학(府學, 현재 항저우 공묘)에 세워졌으며, 가정 원년(1208년)에 왕개(王介)가 찬하고 진일신(陳一新)이 글씨를 쓴 것이다.

대계(戴溪, 1144~1215)는, 중국 남송(南宋)의 유학자이다. 
자는 초망(肖望) 또는 소망(少望), 호는 민은(岷隐)으로 호를 따서 '민은 선생'이라고도 불렸던,  학자들은 그를 민은 선생이라 불렀다. 영가(永嘉, 저장 성 원저우시) 출신이었다.

## 생애
소흥(紹興) 갑자년(1144년)에 태어났다. 
청년 시절 절친 왕남(王楠)과 함께 민강산(岷岡山)에 은거하며 공부한 적이 있어서 호를 '민음'(岷陰)이라 칭하였다. 
송 효종(孝宗) 순희(淳熙.  5년(1178년)에 중성시에 1등으로 급제하였으나, 그 해 봄에 예부시(禮部試)에서 낙제하였다. 이 해 에 2등으로 급제했던 섭적이 편지를 보내어 그를 위로하며 '소망은 천하의 기재'라고 칭찬하였다. 
7년(1185년)에 적공랑(迪功郎)에 제수되어 담주(潭州)의 남악묘(南嶽廟)를 주관하게 되었다. 순희 12년(1185년)에 석곡서원의 산장(교장)을 맡아 제생에게 논어를 강의하였다. 소희(紹熙) 원년(1190년)에 호주교수(湖州敎授)가 되었고 4년(1195년)에 이부가각(架閣)의 문자를 주관하였다. 
경원(慶元) 원년(1195년) 정월에 태학학록(太学学录) 겸 실록원검토관(實錄院檢討官)을에 임명되었으며, 개희 원년(1205년) 5월에 조산랑으로 전임하였다. 개희 2년(1206년) 3월에 비서랑이 되고 4월에는 국사원편수관, 실록원검토관을 겸하게 되었다. 7월에 병부시랑으로 임명되었다. 개희 3년(1207년) 4월에 병부원외랑으로써 자선당설서(资善堂說書)를 겸하게 되었고, 8월에는 국자사업(国子司業)을 더 겸하게 되었다. 11월에 국자좨주(国子祭酒)로 승진하고 또한 태자첨사(太子詹事) 겸 비서감(秘書監)을 겸하게 된다. 
가정(嘉定) 원년(1208년) 정월에 승진하여 태자우유덕(太子右谕德)을 겸하게 되었다. 4년(1211년) 4월에는 권공부상서(权工部尚书)가 되었고, 6년(1213년) 11월에 병으로 휴가를 청하여 화문각학사(华文阁學士)와 제거우신관(提举佑神观)으로 임명되었다. 
가정 8년(1215년)에 용도각학사(龙图阁學士)에서 물러났다. 얼마 지나지 않아 사망했다.

## 저작
대계의 저술은 《석고논어문답》(石鼓论语问答) 3권, 《속여씨독시기》(續呂氏讀詩記), 《춘추강의》(春秋讲义), 《역총론》(易總論), 《서설》(书说), 《예기구의》(礼记口义), 《맹자답문》(孟子答問), 《통감필의》(通鉴笔议), 《장감논단》(将鉴论断), 《복구대》(复仇对), 《청원지》(清源志), 《민음시문집》(岷隐诗文集) 등의 이름이 전해진다.

## 가족
영가 지역에는 중국 북송 말기에서 남송에 걸쳐 실용적인 학문을 주창하는 학파가 형성되었는데 이를 영가학파라고 하며, 대계는 이 영가학파의 '영가 구선생'(永嘉九先生)의 한 명이었던 대술(戴述)의 질손이다. 
아들로 대각(戴桷), 대품(戴榀), 대재(戴梓), 대정(戴梃)이 있었다. 

## 같이 보기
틀:Wikisource further reading

## 참고 문헌
- 섭적, 『송특진단명전학사대공묘지』(宋特进端明殿学士戴公墓志), 『절남대씨통보』(浙南戴氏统谱), 1997년
- 남송관각속록 권7
- 송사 권434